# Aventura en Río
Aventura en Río es una película musical mexicana de 1953, dirigida por Alberto Gout y protagonizada por Ninón Sevilla y Víctor Junco.

## Argumento
Víctima de amnesia, Alicia (Ninón Sevilla) una mujer mexicana, es obligada por un explotador a trabajar como bailarina en un cabaret de Río de Janeiro. Su familia la buscará, mientras ella vive varias aventuras. Lejos de su hogar en México, de su marido, y de su hijita, ofrece una variante distinta a la de su personalidad: agresiva, violenta, seductora, capaz de enfrentar con valentía a los más temibles villanos.

## Reparto
- Ninón Sevilla ... Alicia / Nelly
- Luis Aldás ... Piraña
- Víctor Junco ... Ignacio Pendas
- Anita Blanch ... Julia Galván

## Comentarios
Último filme de la actriz Ninón Sevilla bajo la dirección de Alberto Gout, en el cual el melodrama de cabaret del cine mexicano tiene como telón de fondo exóticas locaciones brasileñas. Destacan los números musicales, en especial aquel sueño en el cual tres galanes se disputan el amor de la protagonista. Ninón Sevilla viaja a Brasil, país donde era idolatrada. Su llegada a Río de Janeiro fue primera plana en todos los periódicos y sus admiradores se volcaron en atenciones y tumultos en todos los lugares donde se presentaba. Para esta ocasión, la actriz aprendió portugués.
Según contaba la propia Sevilla, cuando el equipo filmaba la cinta en Brasil, tuvieron problemas con el alquiler de unos reflectores. La actriz personalmente se presentó ante el entonces presidente Getúlio Vargas para solicitar su intervención. Era tal el prestigio de la estrella en aquel país, que el presidente la recibió con uniforme de gala y facilitó todo para la filmación de la película. En los periódicos escribieron: La rumba fue a Catete.